# Richard Jenkins
Richard Jenkins (DeKalb, Illinois, 1947. május 4. –) Primetime Emmy-díjas, többszörösen Oscar- és Golden Globe-díjra jelölt amerikai színész.
Az eredetileg színpadi színész Jenkins 1974-ben debütált a televízióban. Emlékezetes alakítást nyújtott a Sírhant művek című HBO-drámasorozatban, 2001 és 2005 között. 2014-ben az Olive Kitteridge minisorozat főszereplőjeként nyert Primetime Emmy-díjat. 2022-ben a Jeffrey Dahmer – Szörnyeteg: A Jeffrey Dahmer-sztori mellékszereplőjeként jelölték Golden Globe-ra.
Filmekben leginkább mellékszerepeket vállalt. A 2007-es A látogató című romantikus drámában nyújtott alakítását Oscar-jelöléssel jutalmazták. Szerepelt még az Égető bizonyíték (2008), a Tesó-tusa (2008), az Engedj be! (2010), a Jack Reacher (2012) és a Ház az erdő mélyén (2017) című filmekben. A víz érintése (2017) című fantasyfilm újabb Oscar-és Golden Globe-jelöléseket hozott számára. További filmjei, A Blake család és a Rémálmok sikátora 2021-ben jelentek meg.

## Élete és pályafutása
Az illinoisi DeKalb településen született. Édesanyja háziasszony volt, édesapja fogorvos. Színészi pályája előtt Richard teherautósofőrként dolgozott.
1974-ben debütált a filmvásznon, előtte színpadi színész volt. Pályafutása során rengeteg filmben szerepelt, bár karrierje igazán csak a 2000-es években indult be. Sokszor antagonista szerepekben volt látható. 

## Filmográfia

### Film
| Év   | Magyar cím                         | Eredeti cím                   | Szerep                      | Magyar hang      | Rendező                      |
| ---- | ---------------------------------- | ----------------------------- | --------------------------- | ---------------- | ---------------------------- |
| 1985 | Silverado                          | Silverado                     | Kelly                       | Konrád Antal     | Lawrence Kasdan (1.)         |
| 1985 | Silverado                          | Silverado                     | Kelly                       | Orosz István     | Lawrence Kasdan (1.)         |
| 1986 | Hannah és nővérei                  | Hannah and Her Sisters        | Dr. Wilkes                  | Gáti Oszkár      | Woody Allen                  |
| 1986 | Hannah és nővérei                  | Hannah and Her Sisters        | Dr. Wilkes                  | Koncz István     | Woody Allen                  |
| 1986 | Atomjáték                          | The Manhattan                 | sugárzásért felelős tiszt   |                  | Marshall Brickman            |
| 1986 |                                    | On Valentine's Day            | Bobby Pate                  |                  | Ken Harrison                 |
| 1987 |                                    | Rachel River                  | Cordell                     |                  | Sandy Smolan                 |
| 1987 | Az eastwicki boszorkányok          | The Witches of Eastwick       | Clyde Alden                 |                  | George Miller                |
| 1987 |                                    | Courtship                     | Bobby Pate                  |                  | Howard Cummings              |
| 1988 | A kis Nikita                       | Little Nikita                 | Richard Grant               | Sztarenki Pál    | Richard Benjamin             |
| 1988 | Pontrablás                         | Stealing Home                 | Hank Chandler               |                  | Steven Kampmann              |
| 1988 | Pontrablás                         | Stealing Home                 | Hank Chandler               | William Porter   |                              |
| 1989 | A szerelem tengere                 | Sea of Love                   | Gruber nyomozó              | Hegedűs D. Géza  | Harold Becker                |
| 1989 | Blamázs                            | Blaze                         | Picayune                    |                  | Ron Shelton                  |
| 1989 | Agyilag zokni                      | How I Got into College        | Bill Browne                 |                  | Savage Steve Holland         |
| 1990 | Kék acél                           | Blue Steel                    | Mel Dawson ügyvéd           | Barbinek Péter   | Kathryn Bigelow              |
| 1993 | Két és fél kém                     | Undercover Blues              | Frank                       | Bognár Zsolt     | Herbert Ross                 |
| 1994 | Sorsjegyesek                       | It Could Happen to You        | C. Vernon Hale              | Melis Gábor      | Andrew Bergman               |
| 1994 | Sorsjegyesek                       | It Could Happen to You        | C. Vernon Hale              | Barbinek Péter   | Andrew Bergman               |
| 1994 | A paradicsom foglyai               | Trapped in Paradise           | Shaddus Peyser ügynök       | Cs. Németh Lajos | George Gallo                 |
| 1994 | Farkas                             | Wolf                          | Bridger nyomozó             | Melis Gábor      | Mike Nichols (1.)            |
| 1994 | Farkas                             | Wolf                          | Bridger nyomozó             | Jakab Csaba      | Mike Nichols (1.)            |
| 1995 | A szerelem színei                  | How to Make an American Quilt | Howell Saunders             |                  | Jocelyn Moorhouse            |
| 1995 | Indián a szekrényben               | The Indian in the Cupboard    | Victor                      | Uri István       | Frank Oz                     |
| 1996 | Gyagyás család                     | Flirting with Disaster        | Paul Harmon                 | Áron László      | David O. Russell (1.)        |
| 1996 | Kanapé New Yorkban                 | A Couch in New York           | Campton                     | Barbinek Péter   | Chantal Akerman              |
| 1996 | Kanapé New Yorkban                 | A Couch in New York           | Campton                     | Kerekes József   | Chantal Akerman              |
| 1996 | Eddie                              | Eddie                         | Carl Zimmer                 | Forgács Gábor    | Steve Rash                   |
| 1996 | Eddie                              | Eddie                         | Carl Zimmer                 | Holl Nándor      | Steve Rash                   |
| 1997 |                                    | Eye of God                    | Willard Sprague             |                  | Tim Blake Nelson             |
| 1997 | Államérdek                         | Absolute Power                | Michael McCarty             | Lázár Sándor     | Clint Eastwood               |
| 1998 | Keresd a nőt!                      | There's Something About Mary  | pszichiáter (cameo          | Uri István       | Peter és Bobby Farrelly (1.) |
| 1998 | Hajó, ha nem jó                    | The Impostors                 | Johnny Leguard              | Orosz István     | Stanley Tucci                |
| 1999 | Zuhanás                            | Random Hearts                 | Truman Trainor              | Barbinek Péter   | Sydney Pollack               |
| 1999 | Hó hull a cédrusra                 | Snow Falling on Cedars        | Art Moran seriff            | Barbinek Péter   | Scott Hicks                  |
| 1999 | Drogosztag                         | The Mod Squad                 | Bob Mothershed nyomozó      | Rajhona Ádám     | Scott Silver                 |
| 1999 | Jótanácsok kamaszoknak             | Outside Providence            | Barney                      |                  | Michael Corrente             |
| 1999 | Beismerő vallomás                  | The Confession                | Cass O'Donnell              | R. Kárpáti Péter | David Hugh Jones             |
| 2000 | A nőfaló ufó                       | What Planet Are You From?     | Don Fisk                    | Orosz István     | Mike Nichols (2.)            |
| 2000 | Én és én meg az Irén               | Me, Myself & Irene            | Boshane ügynök              | Kristóf Tibor    | Peter és Bobby Farrelly (2.) |
| 2001 | Húgom, nem húgom                   | Say It Isn't So               | Walter Wingfield            | Varga T. József  | J.B. Rogers                  |
| 2001 | Az ember, aki ott se volt          | The Man Who Wasn't There      | Walter Abundas              | Vizy György      | Joel és Ethan Coen (1.)      |
| 2001 | Érzéki csalódás                    | One Night at McCool's         | Jimmy atya                  | Szokolay Ottó    | Harald Zwart                 |
| 2002 | Az iskoláját!                      | Stealing Harvard              | Emmett Cook bíró            | Orosz István     | Bruce McCulloch              |
| 2002 | Ütközéspont                        | Changing Lanes                | Walter Arnell               | Balázsi Gyula    | Roger Michell                |
| 2003 | Tucatjával olcsóbb                 | Cheaper by the Dozen          | Shake McGuire               | Kristóf Tibor    | Shawn Levy                   |
| 2003 | Kegyetlen bánásmód                 | Intolerable Cruelty           | Freddy Bender               | Borbély László   | Joel és Ethan Coen (2.)      |
| 2003 | A mag                              | The Core                      | Thomas Purcell tábornok     | Kristóf Tibor    | Jon Amiel                    |
| 2003 | Anyja fia                          | The Mudge Boy                 | Edgar Mudge                 |                  | Michael Burke                |
| 2004 | Hölgyválasz                        | Shall We Dance?               | Devine                      | Barbinek Péter   | Peter Chelsom                |
| 2004 | Multik haza!                       | I Heart Huckabees             | Mr. Hooten (cameo)          | Kristóf Tibor    | David O. Russell (2.)        |
| 2005 | Dick és Jane trükkjei              | Fun with Dick and Jane        | Frank Bascombe              | Uri István       | Dean Parisot                 |
| 2005 | Azt beszélik                       | Rumor Has It…                 | Earl Huttinger              | Beregi Péter     | Rob Reiner (1.)              |
| 2005 | Kőkemény Minnesota                 | North Country                 | Hank Aimes                  | Reviczky Gábor   | Niki Caro                    |
| 2007 | A királyság                        | The Kingdom                   | Robert Grace FBI-igazgató   | Rudas István     | Peter Berg                   |
| 2007 | A látogató                         | The Visitor                   | Walter Vale professzor      | Barbinek Péter   | Tom McCarthy (1.)            |
| 2008 | Tükör/Szilánk                      | The Broken                    | John McVey                  | Barbinek Péter   | Sean Ellis                   |
| 2008 | Tesó-tusa                          | Step Brothers                 | Dr. Robert Doback           | Barbinek Péter   | Adam McKay                   |
| 2008 | Égető bizonyíték                   | Burn After Reading            | Ted Treffon                 | Barbinek Péter   | Joel és Ethan Coen (3.)      |
| 2008 | Cincin lovag                       | The Tale of Despereaux        | igazgató (hangja)           | Konrád Antal     | Sam Fell                     |
| 2008 | Cincin lovag                       | The Tale of Despereaux        | igazgató (hangja)           | Konrád Antal     | Robert Stevenhagen           |
| 2010 | Az örökkévalóságra várva           | Waiting for Forever           | Richard Twist               | Harmath Imre     | James Keach                  |
| 2010 | Jóvoltköszönömkérekmég             | happythankyoumoreplease       | Paul Gertmanian             | Koroknay Géza    | Josh Radnor (1.)             |
| 2010 | Kedves John!                       | Dear John                     | Bill Tyree                  | Blaskó Péter     | Lasse Hallström              |
| 2010 | Ízek, imák, szerelmek              | Eat Pray Love                 | Richard Fenwick             | Blaskó Péter     | Ryan Murphy                  |
| 2010 | Norman                             | Norman                        | Doug Long                   | László Zsolt     | Jonathan Segal               |
| 2010 | Engedj be!                         | Let Me In                     | apa                         | Németh Gábor     | Matt Reeves                  |
| 2011 | Barátság extrákkal                 | Friends with Benefits         | Mr. Harper                  | Blaskó Péter     | Will Gluck                   |
| 2011 | Rumnapló                           | The Rum Diary                 | Edward J. Lotterman         | Barbinek Péter   | Bruce Robinson               |
| 2011 | Elhajlási engedély                 | Hall Pass                     | Coakley                     | Reviczky Gábor   | Peter és Bobby Farrelly (3.) |
| 2012 | Így jártam én                      | Liberal Arts                  | Peter Hoberg professzor     | Fazekas István   | Josh Radnor (2.)             |
| 2012 | Egy drága társ                     | Darling Companio]             | Russell                     | Várkonyi András  | Lawrence Kasdan (2.)         |
| 2012 | Ház az erdő mélyén                 | The Cabin in the Woods        | Gary Sitterson              | Barbinek Péter   | Drew Goddard                 |
| 2012 | Ölni kíméletesen                   | Killing Them Softly           | Ron Fenwick sofőr           | Rosta Sándor     | Andrew Dominik               |
| 2012 | Jack Reacher                       | Jack Reacher                  | Alex Rodin kerületi ügyész  | Barbinek Péter   | Christopher McQuarrie        |
| 2012 | A hallgatás szabálya               | The Company You Keep          | Jed Lewis                   | Blaskó Péter     | Robert Redford               |
| 2013 | Az elnök végveszélyben             | White House Down              | Eli Raphelson               | Kautzky Armand   | Roland Emmerich              |
| 2013 | Turbó                              | Turbo                         | Bobby (hangja)              | Mertz Tibor      | David Soren                  |
| 2013 | Elvált Szülők Felnőtt Gyermekei    | A.C.O.D.                      | Hugh                        | Dunai Tamás      | Stu Zicherman                |
| 2014 | God's Pocket                       | God's Pocket                  | Richard Shelburn            | Barbinek Péter   | John Slattery                |
| 2014 | Fuss a jövődért                    | 4 Minute Mile                 | Coleman edző                | Fodor Tamás      | Charles-Olivier Michaud      |
| 2014 | Altatódal                          | Lullaby                       | Robert                      | Dunai Tamás      | Andrew Levitas               |
| 2015 | Csontok és skalpok                 | Bone Tomahawk                 | Chicory rendőr              | Barbinek Péter   | S. Craig Zahler              |
| 2015 | Spotlight – Egy nyomozás részletei | Spotlight                     | Richard Sipe (cameo hangja) |                  | Tom McCarthy (2.)            |
| 2016 | Szeretteink körében                | The Hollars                   | Don Hollar                  | Barbinek Péter   | John Krasinski (1.)          |
| 2016 | LBJ                                | LBJ                           | Richard Russell szenátor    |                  | Rob Reiner (2.)              |
| 2017 | Kong: Koponya-sziget               | Kong: Skull Island            | Al Willis szenátor          | Barbinek Péter   | Jordan Vogt-Roberts          |
| 2017 | A víz érintése                     | The Shape of Water            | Giles                       | Hirtling István  | Guillermo del Toro (1.)      |
| 2020 |                                    | Kajillionaire                 | Robert Shepard              |                  | Miranda July                 |
| 2020 | A végső műszak                     | The Last Shift                | Stanley                     |                  | Andrew Cohn                  |
| 2021 | A Blake család                     | The Humans                    | Erik Blake                  |                  | Stephen Karam                |
| 2021 | Rémálmok sikátora                  | Nightmare Alley               | Ezra Grindle                | Hirtling István  | Guillermo del Toro (2.)      |
| 2024 | Képzeletbeli barátok               | IF                            | Rajztanár (hangja)          | Barbinek Péter   | John Krasinski (2.)          |

### Televízió
| Év        | Magyar cím                                           | Eredeti cím                                | Szerep               | Magyar hang     | Megjegyzések |
| --------- | ---------------------------------------------------- | ------------------------------------------ | -------------------- | --------------- | ------------ |
| 1974–1975 |                                                      | Great Performances                         | börtönőr / seriff    |                 | 2 epizód     |
| 1984      |                                                      | American Playhouse                         | Nicholas Vazzana     |                 | 1 epizód     |
| 1985      |                                                      | The Little Sister                          | Roger Davis          |                 | tévéfilm     |
| 1985      |                                                      | Spenser: For Hire                          | 'Tex'                |                 | 1 epizód     |
| 1985–1989 | Miami Vice                                           | Miami Vice                                 | Ed Waters DEA-ügynök | Trokán Péter    | 1 epizód     |
| 1985–1989 | Miami Vice                                           | Miami Vice                                 | Ed Waters DEA-ügynök | Csuha Lajos     | 1 epizód     |
| 1985–1989 | Miami Vice                                           | Miami Vice                                 | Goodman              | Németh Gábor    | 1 epizód     |
| 1988      | Szolgálatban: Ámokfutók nyomában                     | In the Line of Duty: The F.B.I. Murders    | Hamill nyomozó       |                 | tévéfilm     |
| 1989      | A szakadék szélén                                    | Out on the Edge                            | Paul Evetts          |                 | tévéfilm     |
| 1989      | Kojak: Végzetes vonzalmak                            | Kojak: Fatal Flaw                          | Joel Litkin          |                 | tévéfilm     |
| 1990      | A méltóság nevében                                   | When You Remember Me                       | Vaughan              |                 | tévéfilm     |
| 1990      | Challenger                                           | Challenger                                 | Gregory Bruce Jarvis | Dózsa László    | tévéfilm     |
| 1990      |                                                      | Against the Law                            | Wexford              |                 | 3 epizód     |
| 1990      | Bosszúálló angyal                                    | Descending Angel                           | Debaudt              |                 | tévéfilm     |
| 1991      | Testvérharc                                          | The Perfect Tribute                        | Blair                | Wohlmuth István | tévéfilm     |
| 1991      | Testvérharc                                          | The Perfect Tribute                        | Blair                | Karsai István   | tévéfilm     |
| 1991      | Kétélű fegyver                                       | Doublecrossed                              | Jim Donaldson        |                 | tévéfilm     |
| 1991      | Karolina szégyenfoltjai                              | Carolina Skeletons                         | Redy                 | Kiss Gábor      | tévéfilm     |
| 1992      | Zuhanás után                                         | Afterburn                                  | Acton Ryder          |                 | tévéfilm     |
| 1992      |                                                      | Crossroads                                 | Jim Mundy            |                 | 1 epizód     |
| 1993      |                                                      | Alex Haley's Queen                         | Mr. Benson           |                 | 2 epizód     |
| 1993      | És a zenekar játszik tovább…                         | And the Band Played On                     | Dr. Marc Conant      | Kárpáti Tibor   | tévéfilm     |
| 1994      | Szabadlábon                                          | Getting Out                                | Chaplain             |                 | tévéfilm     |
| 1996      |                                                      | The Boys Next Door                         | Bob Klemper          |                 | tévéfilm     |
| 1997      | Halál a Himaláján                                    | Into Thin Air: Death on Everest            | Beck Weathers        |                 | tévéfilm     |
| 2001      | Ally McBeal                                          | Ally McBeal                                | Mr. Bo               |                 | 1 epizód     |
| 2001–2005 | Sírhant művek                                        | Six Feet Under                             | Nathaniel Fisher     | Barbinek Péter  | 21 epizód    |
| 2002      | Apám bűnei                                           | Sins of the Father                         | Bobby Frank Cherry   |                 | tévéfilm     |
| 2014      | Olive Kitteridge                                     | Olive Kitteridge                           | Henry Kitteridge     |                 | 4 epizód     |
| 2016–2019 | Berlini küldetés                                     | Berlin Station                             | Steven Frost         |                 | 24 epizód    |
| 2017      | Nyomozó elvtárs                                      | Comrade Detective                          | Vlad Anghel (hangja) |                 | 1 epizód     |
| 2022      | Jeffrey Dahmer – Szörnyeteg: A Jeffrey Dahmer-sztori | Dahmer – Monster: The Jeffrey Dahmer Story | Lionel Dahmer        | Barbinek Péter  | 9 epizód     |

## Fordítás
- Ez a szócikk részben vagy egészben  a   Richard Jenkins című angol Wikipédia-szócikk fordításán alapul.  Az eredeti cikk szerkesztőit annak laptörténete sorolja fel. Ez a jelzés csupán a megfogalmazás eredetét és a szerzői jogokat jelzi, nem szolgál a cikkben szereplő információk forrásmegjelöléseként.